# Sistema tangenziale di Cremona

Mappa del sistema viario suburbano di Cremona con i tratti in esercizio e quelli in progetto

Il sistema delle tangenziali di Cremona è costituito da tre tratti stradali attualmente in esercizio e da altri in fase di progetto.

## Tangenziale urbana
La variante esterna all'abitato di Cremona fu realizzata nei primi anni settanta al fine di evitare il transito dei mezzi pesanti all'interno del tessuto urbano. Si presenta allo stato attuale come una strada urbana di scorrimento (nonostante alcune indicazioni riportino, erroneamente, il simbolo di strada extraurbana principale), a doppia carreggiata per tutta la sua estensione con due corsie per ogni senso di marcia, ed è completamente illuminata.
Nella toponomastica cittadina, non esiste una strada ufficialmente chiamata tangenziale (nome che compare solo nelle indicazioni che conducono a essa): prende i nomi di Via Eridano, Via Seminario, Via Nazario Sauro, Via Giovanni Battista Zaist e Viale Concordia. Il cambio di denominazione avviene, rispettivamente, in corrispondenza dell'uscita per Via Milano, dell'uscita per Via Bergamo, dell'uscita per Via Brescia e alla rotatoria di Via Mantova.
Inizialmente, alcune delle intersezioni con le arterie radiali che si dipartono dal centro di Cremona erano a raso e provviste di semafori: progressivamente tali incroci sono state sostituiti da intersezioni a livelli sfalsati munite di cavalcavia o sottopassaggio e rampe d'accesso, oppure da rotatorie, come nel caso dell'intersezione con la ex Strada statale 415 Paullese.
Il limite di velocità varia dai 50 chilometri orari ai 70 e su gran parte del tracciato non sono ammessi pedoni e ciclisti.

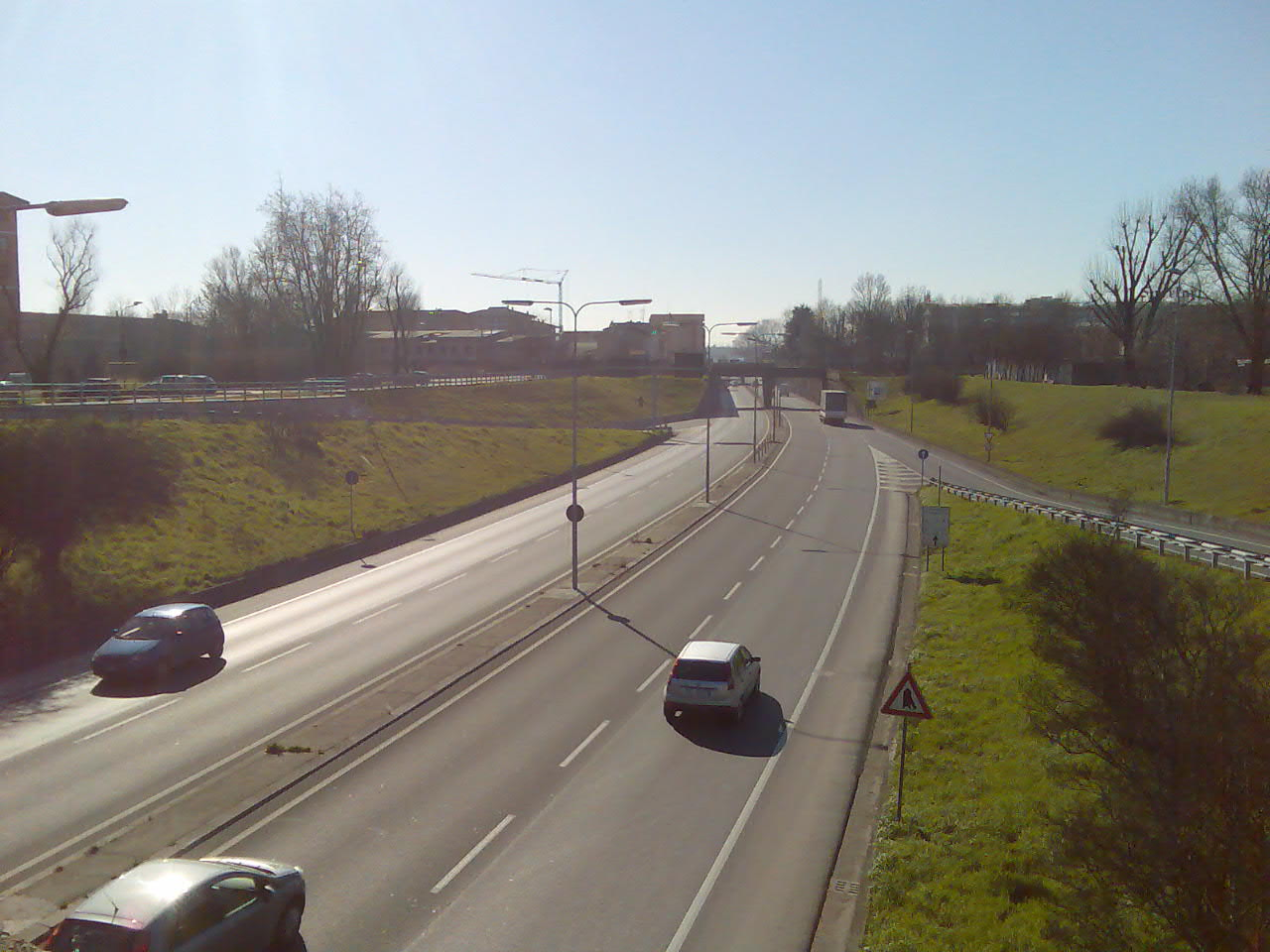
L'attuale tangenziale urbana

| Tangenziale urbana di Cremona | |      |      |           |
| Tipologia                     | Indicazione                                                                                             | ↓km↓ | ↑km↑ | Provincia |
|                               | Largo Fabio Moreni ex Castelvetro Piacentino Piacenza-Torino Quartiere Po                               | 0,0  | 8,1  | CR        |
|                               | Via Trebbia Zona Castello inversione di marcia                                                          | 0,3  | 7,8  | CR        |
|                               | Via Riglio (solo carreggiata nord) Raffineria di Cremona - porto Società canottieri                     | -    | 7,2  | CR        |
|                               | Via Milano Codogno - Pavia Cavatigozzi                                                                  | 2,0  | 6,1  | CR        |
|                               | Via Sesto zona industriale ovest - Picenengo Politecnico di Milano - sede di Cremona centro commerciale | 2,8  | 5,3  | CR        |
|                               | Via Castelleone Crema - Milano centro commerciale Quartiere Cambonino                                   | 3,1  | 5,0  | CR        |
|                               | Via Bergamo ex Bergamo - Soncino Castelverde                                                            | 3,6  | 4,5  | CR        |
|                               | Via Boschetto motorizzazione civile Zona Boschetto parcheggio stazione autolinee                        | 4,5  | 3,6  | CR        |
|                               | Fiera di Cremona Palazzetto dello Sport Via Rosario - Borgo Loreto Vigili del fuoco                     | 5,0  | 3,1  | CR        |
|                               | Via Brescia ex Brescia Robecco d'Oglio                                                                  | 5,3  | 2,8  | CR        |
|                               | Via Persico Persico Dosimo - Ostiano stadio Giovanni Zini Quartiere Maristella                          | 5,7  | 2,4  | CR        |
|                               | Via Mantova ex Mantova Brescia                                                                          | 7,7  | 0,4  | CR        |
|                               | Via Postumia San Felice - San Savino Viale Concordia Ospedale Maggiore                                  | 8,1  | 0,0  | CR        |

## Tangenziale est
Il secondo tratto realizzato del sistema tangenziale di Cremona è la tangenziale est, denominata Via Passolombardo nella toponomastica cittadina e nota ai cremonesi come tangenzialina. Inaugurata nel 2003, si sviluppa per una lunghezza totale di circa 5 chilometri, da Bosco ex Parmigiano (frazione di Gerre de' Caprioli) allo svincolo d'innesto ex SS 10.
L'arteria ha l'aspetto di una strada extraurbana secondaria a carreggiata unica, larga circa 7,5 m e provvista di banchine laterali. Si mantiene sempre complanare rispetto al tracciato della A21 che vi corre parallela, e non interseca direttamente nessun'altra arteria (le connessioni con la SP 85 e la SP 67 sono costituite da due brevi raccordi). La competenza sui primi 4 km, da Bosco Ex-Parmigiano sino allo svincolo con la SP 27 Via Postumia è della Provincia di Cremona; l'ultimo chilometro, sul quale si innesta il casello di Cremona dell'A21, è di competenza di Autostrade Centropadane, la società che gestisce la A21: questo breve tratto è delimitato dai segnali di inizio e fine autostrada. Il limite di velocità sulla tangenziale est varia tra i 50 km/h e i 90 km/h a seconda dei tratti.
| Tangenziale est di Cremona Via Passolombardo |                                                                                          |      |      |           |
| Tipologia                                    | Indicazione                                                                              | ↓km↓ | ↑km↑ | Provincia |
|                                              | Bosco ex Parmigiano Gerre de' Caprioli Stagno Lombardo                                   | 0,0  | 5,3  | CR        |
|                                              | SP 85 Casalmaggiore Bonemerse Bagnara - Battaglione                                      | 2,4  | 2,9  | CR        |
|                                              | SP 67 Via Giuseppina Sospiro Ospedale Maggiore                                           | 3,4  | 1,9  | CR        |
|                                              | SP 27 Via Postumia ingresso direz. nord, uscita direz. sud Malagnino - Pieve San Giacomo | 4,3  | 1,0  | CR        |
|                                              | Torino-Piacenza-Brescia sede Autostrade Centropadane                                     | 5,0  | 0,3  | CR        |
|                                              | ex Via Mantova Tangenziale urbana                                                        | 5,3  | 0,0  | CR        |

## Tangenziale nord
Secondo un'idea già formulata anni fa, l'attuale tangenziale urbana dovrebbe essere sostituita nelle sue funzioni di collettore per il traffico passante da un percorso più esterno, che colleghi l'ex Strada statale 234 Codognese alla Tangenziale Est e quindi alla ex Strada statale 10 Padana Inferiore e al casello della A21, passando a nord della città e intersecando così anche le ex statali 415 Paullese, 498 Soncinese e 45 bis Gardesana Occidentale.

L'ambiziosa opera è suddivisa in quattro lotti individuati dai punti in cui la tangenziale dovrebbe intersecare le direttrici citate poc'anzi. Ad eccezione del primo lotto, la Tangenziale nord pare destinata a rimanere un'idea, non formalizzata in un progetto concreto, almeno per i prossimi anni.

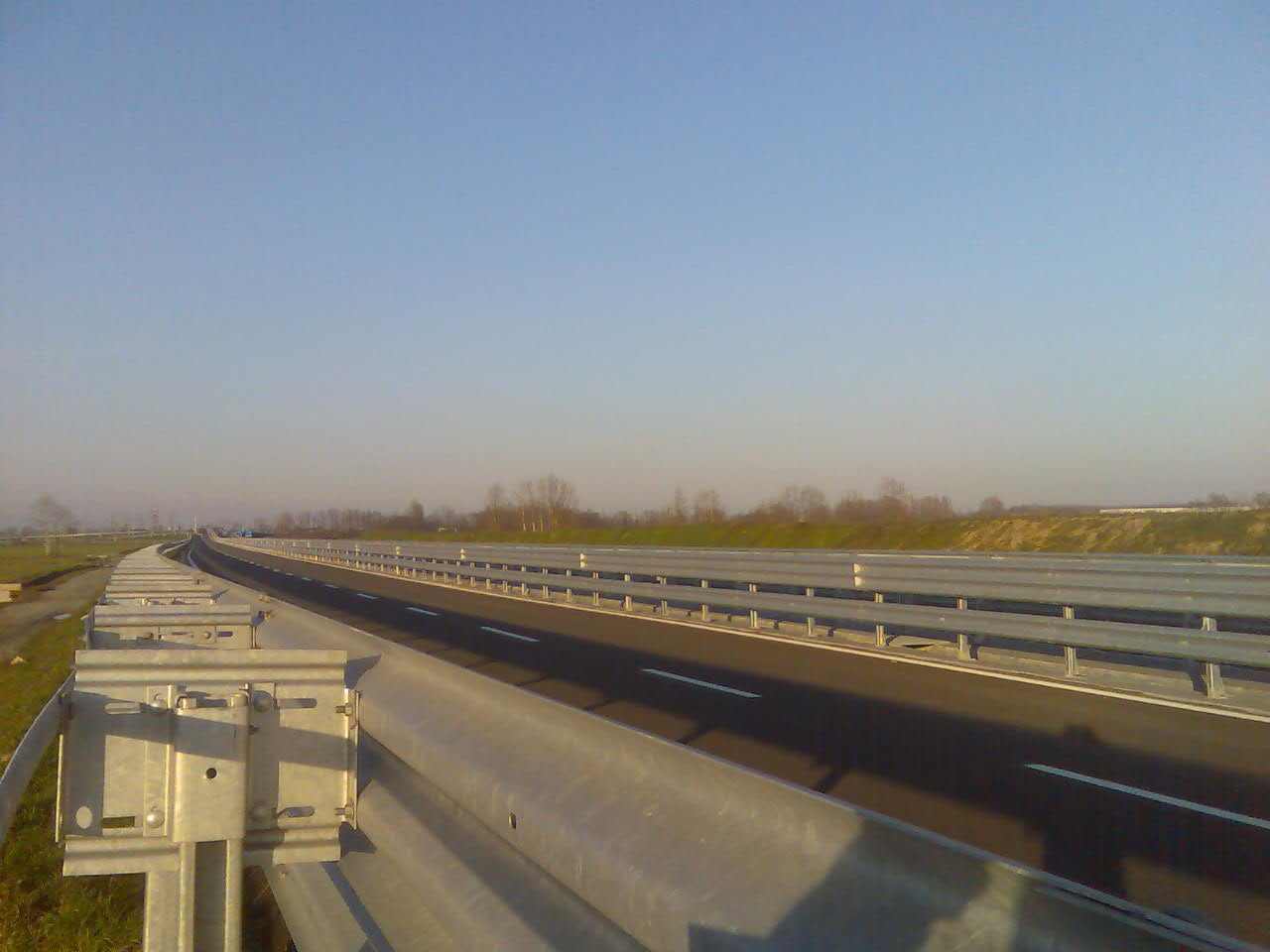
Carreggiata ovest del Peduncolo, verso nord

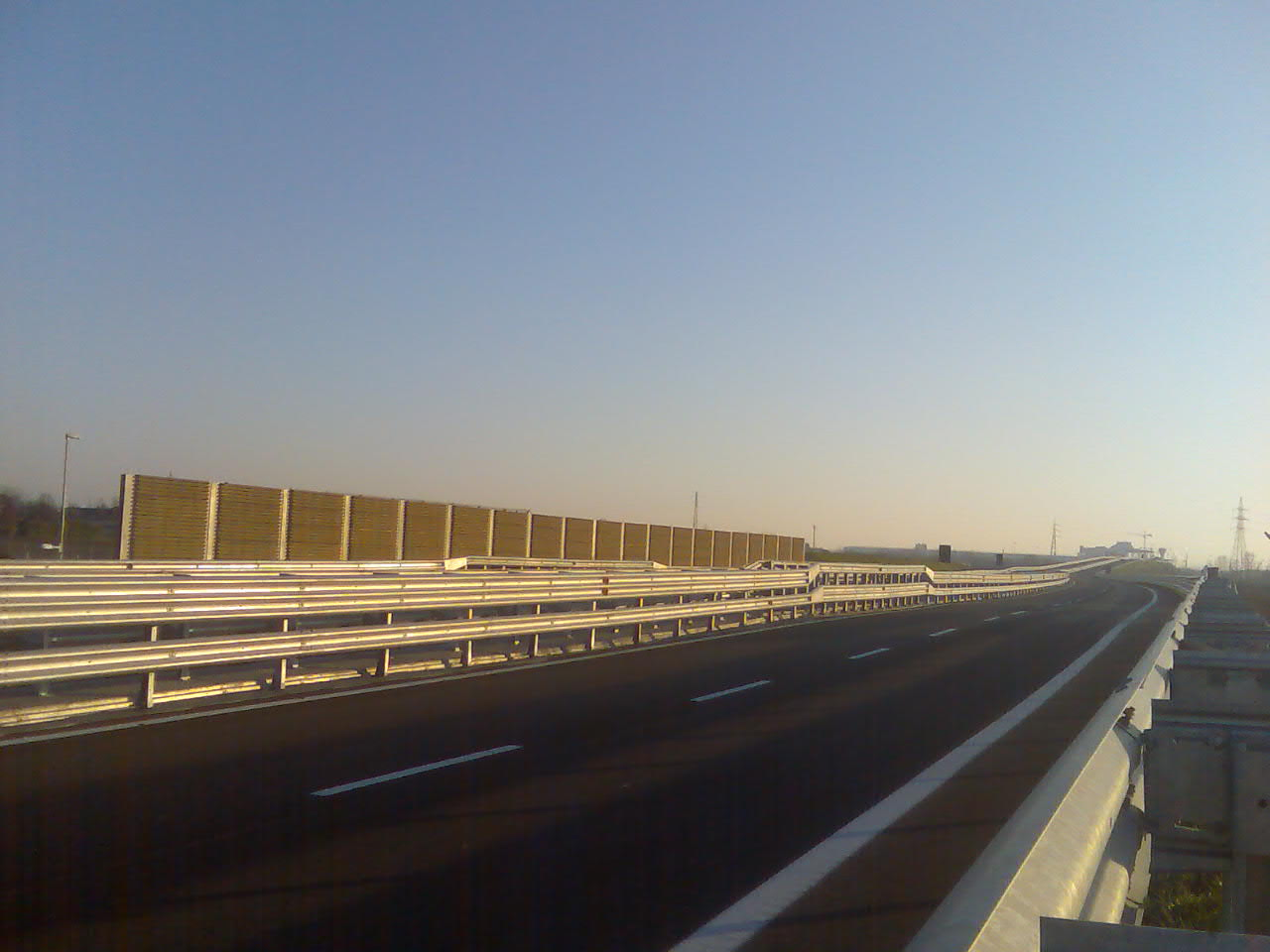
Carreggiata ovest del Peduncolo, verso sud

Il primo lotto (tra l'ex SS 234 e l'ex SS 415) è chiamato ufficiosamente Peduncolo a causa della sua breve lunghezza (poco più di 3 km) ed è stato il primo ad essere progettato e costruito, seppur con un certo ritardo sui tempi dovuto soprattutto alla ferma opposizione da parte del comune di Sesto ed Uniti sul cui territorio si snoda buona parte del tracciato. Le questioni sollevate dall'amministrazione comunale riguardavano in modo particolare l'impatto ambientale dell'infrastruttura (nonostante la Regione Lombardia avesse decretato l'opera compatibile con l'ambiente già nel 1996) e il fatto che essa potesse rappresentare fonte di inquinamento acustico e atmosferico per la frazione Casanova del Morbasco (che secondo i progetti originali veniva a trovarsi a meno di 50 m dal tracciato). Gli enti locali coinvolti ottennero dalla Provincia di Cremona una serie di verifiche di impatto ambientale e alcune modifiche sostanziali al progetto originario in modo da limitare eventuali effetti collaterali della presenza del cantiere, ma ciò comportò il dover posticipare l'inizio dei lavori.
Iniziato nel 2005 e completato a fine 2007 (l'inaugurazione ufficiale è avvenuta il 7 marzo 2008), il Peduncolo è una superstrada a carreggiate separate con due corsie per ogni senso di marcia e banchina laterale a destra; è classificata come strada extraurbana principale e il limite di velocità è di 100 km/h.
Dal punto di vista amministrativo, sulla base delle indicazioni presenti sui pannelli di progressiva chilometrica (che portano l'indicazione "SS 234"), è parte del tracciato dell'ex SS 234, oggi gestita dalla Provincia di Cremona.
Si connette al tracciato principale dell'ex SS 234 mediante un'ampia rotatoria (realizzata in modo da essere compatibile con l'allacciamento del futuro raccordo con la A21) e con l'ex SS 415 tramite uno svincolo "a trombetta" munito di cavalcavia e rampe d'accesso. Non ha svincoli o uscite intermedie e, conformemente agli standard, non ha incroci a raso.
| ex Codognese I lotto Tangenziale Nord di Cremona |                                                                |      |      |           |
| Tipologia                                        | Indicazione                                                    | ↓km↓ | ↑km↑ | Provincia |
|                                                  | Codogno Acciaieria - Porto fluviale Cavatigozzi Cremona centro | 0,0  | 3,2  | CR        |
|                                                  | Crema Milano Cremona ovest - Castelverde                       | 3,2  | 0,0  | CR        |

## Raccordo autostradale A21 - ex SS 234
Il raccordo autostradale tra lo svincolo di Castelvetro Piacentino sull'Autostrada A21 e l'ex Strada statale 234 Codognese è attualmente allo stato di progetto. Quest'opera prevede la costruzione di un ponte sul Po tra la sponda piacentina e quella cremonese, noto come Terzo Ponte (i primi due sono quello dell'ex SS 10 tra Castelvetro e Cremona, e quello della A21). La sua funzione sarà quella di deviare il traffico che transita attualmente lungo l'ex SS 10 e il vecchio ponte (soprattutto quello pesante diretto alla zona industriale di Cremona ovest, in prossimità del porto fluviale), in altre parole una sorta di  tangenziale sud-ovest di Cremona.
Il tracciato di questo raccordo autostradale, la cui realizzazione è stata affidata alle Autostrade Centropadane (la società con partecipazione pubblica che gestisce attualmente la A21), si svilupperà per circa 9 km e sarà costituito principalmente da un lungo viadotto - soluzione necessaria in quanto attraversa l'area golenale del fiume Po, soggetta ad allagamenti durante le piene - nel quale si inserisce l'imponente struttura del nuovo ponte, che secondo i progetti sarà costituito da un arco in acciaio di altezza al vertice pari a 55 m (ritenuto dai progettisti il limite massimo affinché la presenza del ponte non alteri la skyline della città, dominata dal Torrazzo): sarà il ponte ad arco più lungo d'Europa. La strada che vi transita sarà a doppia carreggiata con tre corsie per ogni senso di marcia, e sarà classificata come strada di tipo A (autostrada).
Il raccordo si connetterà all'estremità sud con un nuovo casello della A21, situato un paio di chilometri a sud-ovest rispetto all'attuale svincolo di Castelvetro (che andrà smantellato), mentre all'estremità nord andrà a saldarsi con la viabilità di supporto all'area portuale di Cremona. La connessione con il Peduncolo o Tangenziale Nord sarà consentita, in un primo momento, tramite un tronco a viabilità ordinaria a oggi già esistente, mentre una futura connessione diretta tra le due arterie è in fase di studio.
Tre saranno gli svincoli intermedi: con l'ex SS 588, con l'ex SS 10 e con la viabilità di rincalzo al porto fluviale di Cremona.
L'ipotesi di richiedere un pedaggio per i veicoli transitanti sul ponte è stata smentita tanto dalle istituzioni quanto dalla società concessionaria.
L'opera sarebbe dovuta passare allo stadio esecutivo già nel 2008 (in tal caso i lavori sarebbero completati entro il 2010), ma una serie di critiche al progetto ne ha causato la temporanea sospensione. L'inizio dei lavori è attualmente programmato per il 2011 e la chiusura presunta dei cantieri sarebbe prevista entro il 2013
Se da un lato i promotori di quest'opera ne considerano necessaria la realizzazione nel più breve tempo possibile, a fronte di un previsto aumento del traffico nei prossimi anni, un nutrito gruppo di oppositori ne contesta la costruzione.
Attualmente esiste un comitato, denominato "Salviamo Nonna Quercia" (che prende il nome da una secolare quercia situata nel territorio comunale di Castelvetro Piacentino e collocata esattamente sul tracciato del futuro raccordo) e fortemente critico nei confronti del progetto. Principale argomento di discussione è l'impatto ambientale dell'infrastruttura, specialmente riguardo al ponte i cui piloni poggeranno in parte sulla cosiddetta isola del Deserto (un'isola fluviale disabitata, popolata da varie specie di uccelli migratori, non raggiungibile se non tramite barca e pertanto sostanzialmente incontaminata). Altre critiche si basano sull'effettiva utilità dell'autostrada, la quale, secondo i suoi detrattori, sarebbe troppo costosa in termini economici e ambientali rispetto a soluzioni alternative, quali, a esempio, la costruzione dei rimanenti lotti di Tangenziale Nord e la riqualifica dell'ex strada statale 234.
Recentemente è stato aperto dal comitato di nonna Quercia un sito internet  tutto dedicato al progetto, raccogliendo documenti, contributi e articoli usciti sulla stampa.

## Strada sud
Un progetto portato avanti dall'amministrazione comunale di Cremona è la cosiddetta strada sud o tangenziale sud. Ad oggi infatti non esistono percorsi a scorrimento veloce che sostituiscano la rete viaria urbana nell'area sud della città, e strade come Via Giordano e Via del Sale sono veri e propri colli di bottiglia, con conseguenti disagi per gli abitanti del quartiere e le attività commerciali.
Per la  strada sud sono stati depositati in passato ben cinque progetti, poi sottoposti ad analisi costi/benefici e studi di fattibilità, e in generale tutti individuano l'inizio della nuova strada al termine di Via Portinari del Po (prosecuzione verso sud della tangenziale attuale), mentre il suo percorso si snoda più o meno vicino alla città in base alle varie alternative proposte, per terminare con uno svincolo sulla tangenziale est oppure reimmettendosi nella rete urbana (Via San Rocco).
La strada sud si presenterà, secondo i progetti depositati, come un'arteria a carreggiata unica con intersezioni a raso (come la tangenziale est).